# KPRG
KPRG（89.3 FM）是位于关岛唯一的一个公共广播电台，由关岛教育广播基金会开办，发射台位于阿加尼亚，功率6千瓦，在1994年1月28日开播。同时也是全国公共广播电台、美国公共广播电台的一个成员，工作室位于Mangilao的关岛大学的校园内。